# TOI-677 b
TOI-677 b è un esopianeta gioviano caldo, orbitante attorno a TOI-677, la sua stella madre, nella costellazione dell'Ofiuco, a circa 466 anni luce (143 pc) dalla Terra. È stato scoperto dall'osservatorio TESS (Transiting Exoplanet Survey Satellite) della NASA ("TOI" sta per "Tess Object of Interest") utilizzando il metodo del transito in cui viene misurato l'effetto di attenuazione che un pianeta provoca quando passa davanti alla sua stella. La scoperta è stata annunciata il 13 novembre 2019.

## Stella madre
La stella madre, TOI-677, è una stella nana bianco-gialla (classe spettrale F V), come si deduce da massa (1,181 ± 0,058 M⊙), raggio (1,28 ± 0,03 R⊙), età (2,92 x 109 anni), temperatura (6295 ±77 K) e metallicità (simile al sole), di magnitudine 9,8.

## Caratteristiche
TOI-677 b è un super Giove "caldo" con una temperatura superficiale di 1 252 K (979 °C), una massa 1,236 volte e un raggio 1,170 volte quelli di Giove. Il pianeta è molto vicino alla stella madre, orbitandovi intorno con un periodo di 11,24 giorni in un'orbita di eccentricità e =0,435).